# Ченталло
Ченталло (італ. Centallo, п'єм. Sental) — муніципалітет в Італії, у регіоні П'ємонт,  провінція Кунео.
Ченталло розташоване на відстані близько 500 км на північний захід від Рима, 65 км на південь від Турина, 14 км на північ від Кунео.
Населення — 6928 осіб (2014).
Щорічний фестиваль відбувається 2 жовтня. Покровитель — S.S. Angeli Custodi.

## Демографія
Населення за роками:

Станом на 1 січня 2023 року в муніципалітеті офіційно проживало 711 іноземців з 37 країн, серед них 123 громадяни країн Євросоюзу та 8 громадян України.

## Сусідні муніципалітети
- Кастеллетто-Стура
- Кунео
- Фоссано
- Монтанера
- Тарантаска
- Віллафаллетто